# Bukowie (skała)

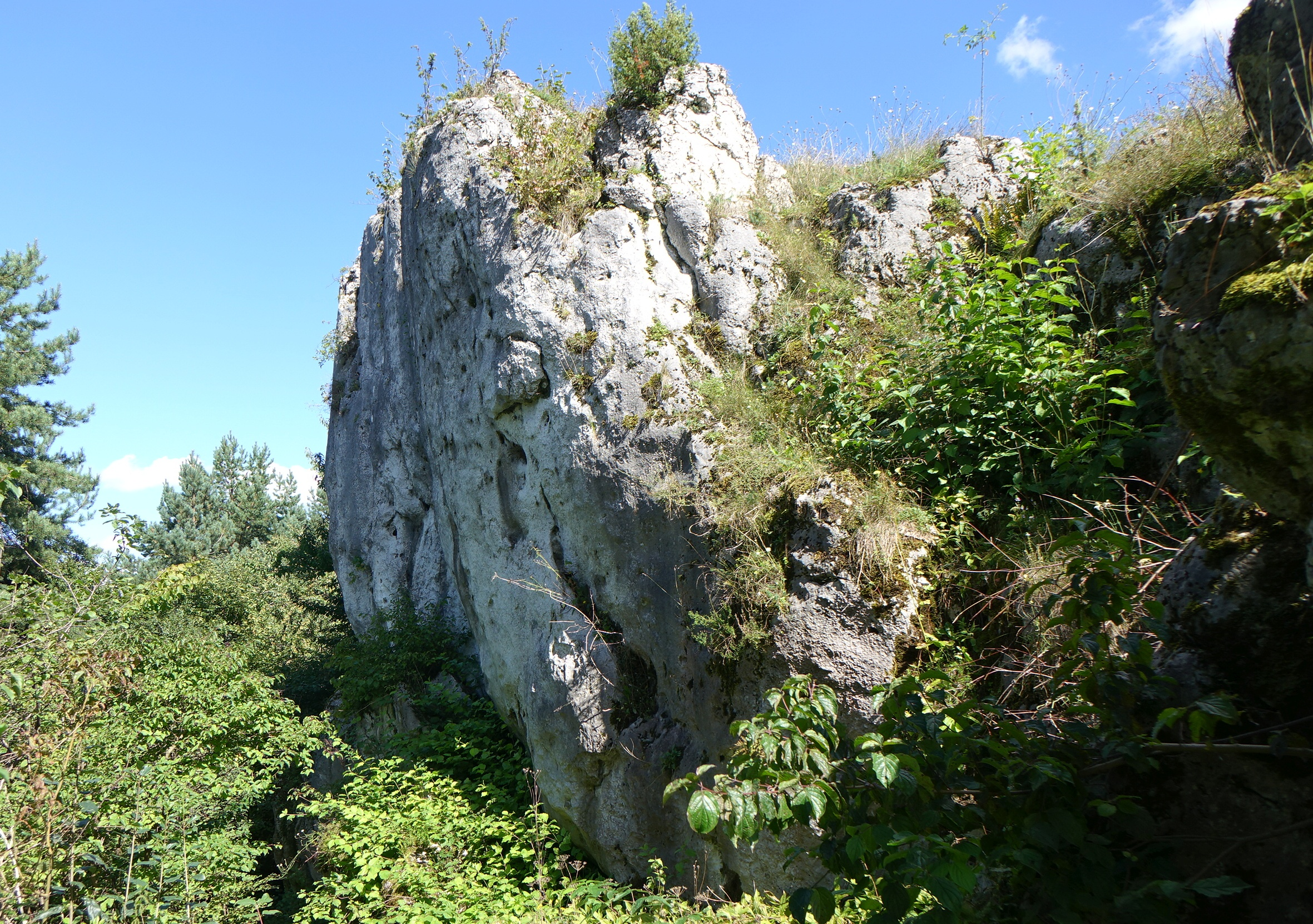

Bukowie – skała we wsi Trzebniów, w województwie śląskim, w powiecie myszkowskim, w gminie Niegowa. Znajduje się tuż pod szczytem wzniesienia Bukowie. Pod względem geograficznym jest to obszar Wyżyny Częstochowskiej.
Skała Bukowie znajduje się na zarastającej polanie. Jest to wapienna skała o wysokości 12 m i jednej ścianie pionowej lub miejscowo przewieszonej. Uprawiana jest na niej wspinaczka skalna. W 2014 i 2015 r. poprowadzono na niej 6 dróg wspinaczkowych o trudności od VI do VI.3+ w skali Kurtyki. Na wszystkich zamontowano stałe punkty asekuracyjne: spity (s) i stanowiska zjazdowe (st).
Bukowie I
1. Całkowite zaćmienie; 3s + st, 11 m

Bukowie II
1. Rodzinka SI; 4s, VI, 12 m
2. Organizator planu; 4s + ST VI.3, 12 m

Bukowie III
1. Praktykantka; 4s + ST VI.1, 12 m
2. Do-Mi; 4s + st, VI+, 12 m
3. Borelioza; 2s + st, VI+, 11 m[4].